# Destrucción de Santiago
La destrucción de Santiago sucedió el domingo 11 de septiembre de 1541 en la ciudad de Santiago, Chile, actualmente en la Región Metropolitana de Santiago, como parte de la Guerra de Arauco,[cita requerida] que enfrentaba a españoles y mapuches.

## Antecedentes
La ejecución de Soler y de sus compañeros, que habían iniciado una conspiración, y las derrotas que sufrieron los españoles tras la batalla de Marga Marga y el desastre de Concón, ambas batallas lideradas y ganadas por el lonko Trangolonco, hermano de Michimalonco, habían mermado el ánimo español y habían descendido su número, aparte de vivir con el temor de un ataque indígena o una rebelión en cualquier momento. Con los trece muertos en Concón, los dos muertos anteriormente y los cinco ejecutados, los conquistadores se redujeron a 130 hombres, mujeres y niños. Como sanción por lo sucedido, los españoles apresaron a varios curacas del valle del Mapocho dentro de los cuales se encontraba el gobernador inca del Collasuyo, Quilicanta.
El número cada vez menor de los conquistadores estimuló a los mapuches, viendo que estaban muy divididos y que no recibían refuerzos. Eso los animaba a unirse. La totalidad de los indígenas de Aconcagua, Santiago y Cachapoal se unieron bajo un solo mando, el del toqui Michimalonco, para atacar a los españoles y echarlos de su territorio.

## Incursión de Valdivia
Valdivia creyó preferente dispersar las fuerzas indígenas antes de que se unan, por lo que escogió de noventa a cien hombres y, a todo galope, se dirigió al valle de Cachapoal.
En Santiago, quedaron treinta y dos jinetes y dieciocho arcabuceros y entre trescientos y trescientos cincuenta yanaconas, a las órdenes del teniente de gobernador Alonso de Monroy. Los mapuches sabían de los movimientos de los españoles, ya que entre los indígenas amigos y yanaconas había espías. Por eso, cuando se enteraron de la partida de Valdivia y sus hombres, decidieron acabar de una vez por todas con los españoles.

## Ataque a Santiago
A las 4 de la mañana del 11 de septiembre de 1541 , cientos de indígenas salieron de entre los bosques que rodeaban por los cuatro lados de la ciudad. Santiago de Azoca, que hacía guardia, dio la alarma y los defensores tomaron en el acto el puesto que les habían asignado preventivamente Monroy y el maestre de campo Francisco de Villagra.
Los mapuches, protegidos por la empalizada de los disparos de arbacuz, hacían llover flechas y piedras sobre los defensores, que lograron resistir hasta el alba, con lo que contrarrestaron el ataque con medidas efectivas, pero su bajo número hacia imposible el descanso. Unos tras otros, los conquistadores iban recibiendo heridas leves o de mediana gravedad. El herido se alejaba un momento del frente para ser vendado con la manga de la camisa o con otro trapo por Inés Suárez, y volvía a su puesto. Los indígenas, para vencer de una vez por todas a los españoles, ya que su encarnizada resistencia los irritaba, prendieron fuego a los ranchos de paja. Los defensores no podían apagar el incendio sin abandonar las trincheras, ni los mapuches se lo habrían permitido. Tuvieron que replegarse a la plaza que se convirtió en el único y último punto de resistencia. Sancho de Hoz salió dé su prisión arrastrándose con los grillos, y blandiendo una lanza tomó puesto en la defensa. Advirtiéndolo Alonso de Monroy, le mandó quitar los grillos y peleó bravamente hasta el final. El clérigo Lobos también ayudaba en la batalla.

### Plan de Inés Suárez
La resistencia estaba siendo vencida. Ya habían muerto dos españoles, casi todos estaban heridos, y el cansancio empezaba a agobiarlos, después de doce horas de incesante pelear, casi exclusivamente a lanza y a sable.
Entonces, Inés tuvo una idea que le salvó la vida a los españoles. Viendo en la muerte de los siete curacas la única esperanza de salvación para los españoles, Inés propuso decapitarlos y arrojar sus cabezas entre los indígenas para causar el pánico entre ellos. Muchos hombres daban por inevitable la derrota y se opusieron al plan, argumentando que mantener con vida a los líderes indígenas era su única baza para sobrevivir, pero Inés insistió en continuar adelante con el plan: se encaminó a la vivienda en que se hallaban los cabecillas, y que protegían Francisco Rubio de Alfaro y Hernando de la Torre, dándoles la orden de ejecución. Testigos del suceso narran que de la Torre, al preguntar la manera en que debían dar muerte a los prisioneros, recibió por toda respuesta de Inés "De esta manera", tomando la espada del guardia y decapitando ella misma al primero a Quilicanta y después a todos los curacas tomados como rehenes, y que retenía en su casa, por su propia mano, arrojando luego sus cabezas entre los atacantes.
Este gesto fue interpretado por los aborígenes como una advertencia de que si no se retiraban, correrían igual suerte que la de sus jefes e increíblemente dieron vuelta la espalda emprendiendo la retirada, cuando la victoria estaba en sus manos.

## Consecuencias
Murieron dos españoles, quedaron heridos casi todos, perdieron quince caballos y un número crecido de indígenas auxiliares. Pero estas pérdidas eran insignificantes comparadas con el desastre que ocasionó el incendio de la ciudad.
Cuatro días después del asalto, entraba Valdivia a Santiago. Al recibir la noticia del ataque, se había adelantado con catorce hombres, dejando el resto a Pedro Gómez para que prosiguiera batiendo a los hombres de Cachapoal.
Los indígenas esperaban un duro escarmiento al regresó de Valdivia, pero este, comprendiendo que en la prolongación de la lucha llevaría la peor parte, buscó la paz. La paz relativa permitió iniciar la reedificación de la ciudad, que esta vez se hizo con adobes, para aminorar las consecuencias de un nuevo incendio, si llegaba a producirse.
Pero con esto se inició una nueva guerra, la guerra del vacío, que duró dos años. Se alejaron en su mayor parte para no servir a los invasores, y suprimieron los sembrados a fin de no alimentarlos, por lo que sufrieron mucho los españoles. Esta situación se acabó con la llegada del Santiaguillo en 1543, barco enviado desde Tarapacá que trajo suficientes provisiones para permitir que prosiga la conquista.